# Autopsy (téléfilm)
Pour les articles homonymes, voir Autopsy.
Pour plus de détails, voir Fiche technique et Distribution.
Autopsy est un téléfilm français réalisé par Jérôme Anger pour France 3. 

## Synopsis
Un policier homophobe, Mercadier, enquête sur le meurtre d'un homosexuel. Lors de l'autopsie, le médecin légiste, Rivière, ne le laisse cependant pas indifférent. Déchiré entre sa femme Anne et le nouvel objet de ses désirs, entre le refus de s'accepter et son enquête, Mercadier bascule dans la folie.

## Fiche technique
- Titre : Autopsy
- Réalisateur : Jérôme Anger
- Scénario : Jérôme Anger, Gérard Carré
- Musique : Christophe La Pinta
- Producteur : Jérôme Anger, Claire Borotra, Gilbert Plicque, Jean-Paul Terrier
- Sociétés de production : France Télévisions, Les Productions de l'Ephémère
- Pays de production :  France
- Genre : Drame
- Durée : 90 minutes
- Dates de diffusion :  
  - le 14 septembre 2007 au festival de La Rochelle
  - le 10 novembre 2007 sur France 3

## Distribution
- Stéphane Freiss : Éric Mercadier
- Thierry Neuvic : Emmanuel Rivière
- Sara Martins : Sarah Ouaziz
- Claude Perron : Anne Mercadier
- François Civil : Paco Mercadier
- Philippe Duclos : Philippe Mangin
- Pascal Rénéric : Régis Lartigues
- Cyril Gueï : Rognard
- Christophe Kourotchkine : Rougé

## Accueil critique
Télérama souligne que programmer « Un film sur l'homosexualité ou, plutôt, comme l'explique le scénariste Gérard Carré, « sur l'auto-homophobie », en prime time […] ne manque pas d'audace » et signale que « le thriller efficace de Jérôme Anger assume avec panache son romantisme noir ». 
Le Monde estime que « Comme le jeu de mots du titre l'indique, ce film fait preuve de psychologie avec tact et habileté. Sauf à la fin, où l'aventure sombre dans un tragique excessif ».